# چربی‌زدایی با بخار
چربی‌زدایی با بخار (انگلیسی: Vapor degreasing) یک فرایند پرداخت سطحی است، که از حلال‌هایی در شکل بخار برای تمیز کردن قطعه کار و آماده‌سازی آن برای پرداخت بیش‌تر به کار می‌رود.